# Odilon Caldeira Neto
Odilon Caldeira Neto (São Paulo, 1984) é um historiador brasileiro, especialista em pesquisas sobre a extrema-direita no Brasil. É professor de História Contemporânea e do Programa de Pós-Graduação na Universidade Federal de Juiz de Fora. Coordena o Observatório da Extrema Direita. Seu livro mais recente é Neofascism and The Far Right in Brazil, publicado pela Cambridge University Press, em 2025.   

## Formação
Formou-se doutor pela Universidade Federal do Rio Grande do Sul (UFRGS), com estágio na Universidade de Lisboa. Fez pós-doutorado na Pontifícia Universidade Católica do Rio Grande do Sul (PUC-RS) e na Universidade Federal de Santa Maria (UFSM). Seus principais campos de pesquisa são História Contemporânea, História do Tempo Preseten, Neofascismos, extrema-direita, história digital e história pública.

## Atuação
Odilon Caldeira Neto é especialista nos estudos do Fascismo e da extrema-direita brasileira, servindo de referência para a compreensão da ação de movimentos autoritários, do conservadorismo e do neofascismo. É professor de História Contemporânea na Universidade Federal de Juiz de Fora (UFJF), coordenador do Observatório da Extrema Direita e do Laboratório de História Política e Social (LAHPS) da UFJF.  Entre suas obras publicadas, destacam-se os livros Sob o Signo do Sigma: Integralismo, Neointegralismo e o Antissemitismo, de 2014, e O Fascismo em Camisas Verdes, em coautoria com Leandro Pereira Gonçalves, que foi considerado um dos melhores livros de política do Brasil de 2020.. O livro foi traduzido para inglês, publicado como Fascism in Brazil: from Integralism to Bolsonarism, em 2022. O seu trabalho mais recente é o livroNeofascism and The Far Right in Brazil, publicado pela Cambridge University Press, em 2025.